# Bas Devos
Pour les articles homonymes, voir Devos.
Bas Devos est un réalisateur belge né le 11 avril 1983 à Zoersel.

## Biographie
Bas Devos étudie à la LUCA School of Arts à Bruxelles et réalise plusieurs courts métrages, puis un premier long métrage, Violet (2014), qui est primé au Festival de Berlin.
Son troisième long métrage, Ghost Tropic, a été présenté au Festival de Cannes 2019 dans la sélection de la Quinzaine des réalisateurs.
Son quatrième long-métrage, Here, sort le 10 juillet 2024. Le film est un drame, tourné en format 4/3, le style est contemplatif et met en valeur ce qui est d'habitude invisible. Le film est sélectionné à la Berlinale dans la section Encounters.

## Filmographie

### Courts métrages
- 2006 : Pillar
- 2006 : Taurus
- 2008 : The Close
- 2009 : We Know

### Longs métrages
- 2014 : Violet
- 2019 : Hellhole
- 2020 : Ghost Tropic
- 2024 : Here[3]